# Endesa Termic
Endesa Termic est une cheminée de 356 mètres de hauteur à As Pontes, Le Ferrol, Espagne. La cheminée d'Endesa Termic a été construite en 1974 et est l'une des plus hautes d'Europe.

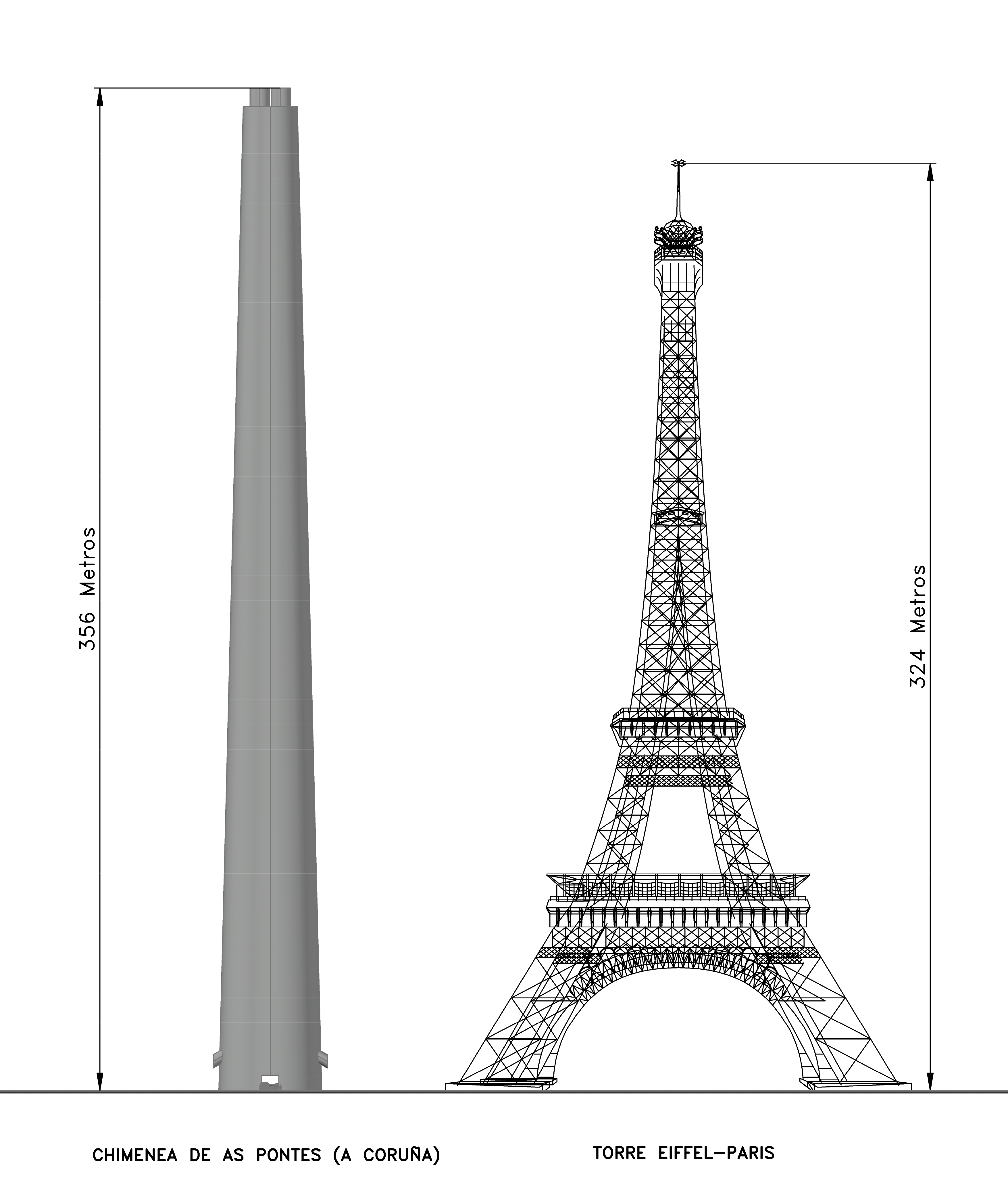
Cheminée de la centrale électrique d'As Pontes, Espagne. Comparaison avec la Tour Eiffel à Paris.